# Montornès del Vallès
Montornès del Vallès è un comune spagnolo di 12 868 abitanti situato nella comunità autonoma della Catalogna.